# Тампон гінекологічний

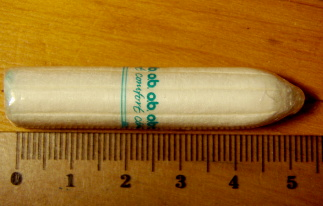
Тампон без аплікатора

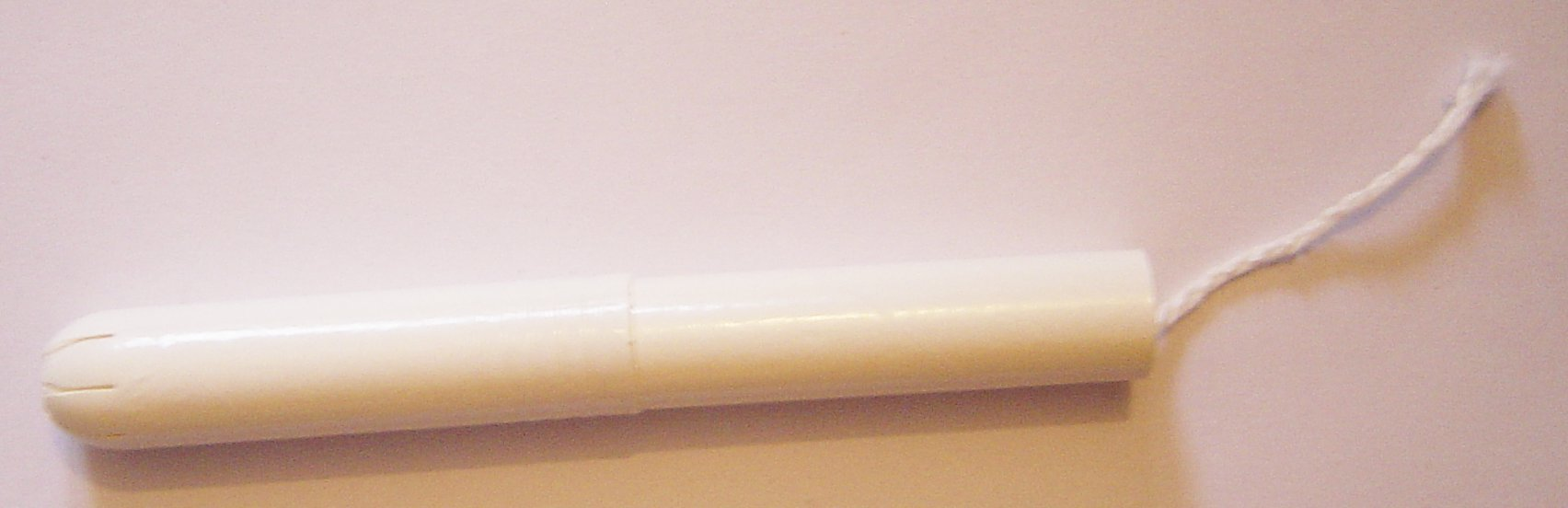
Тампон з аплікатором

Тампон гінекологічний — засіб жіночої гігієни, призначений для поглинання менструальних виділень шляхом розміщення у вагіні під час менструації до насичення менструальною кров'ю. Більшість тампонів виготовляються з віскози або віскозно-бавовняної суміші (органічні — 100 % бавовняні), різняться за ступенем поглинання.
Тампони необхідно застосовувати, суворо дотримуючись інструкцій, отримавши консультацію в акушера-гінеколога (див. Синдром токсичного шоку). Впродовж життя жінка в середньому може використати 11,400 тампонів (якщо користується тільки ними).

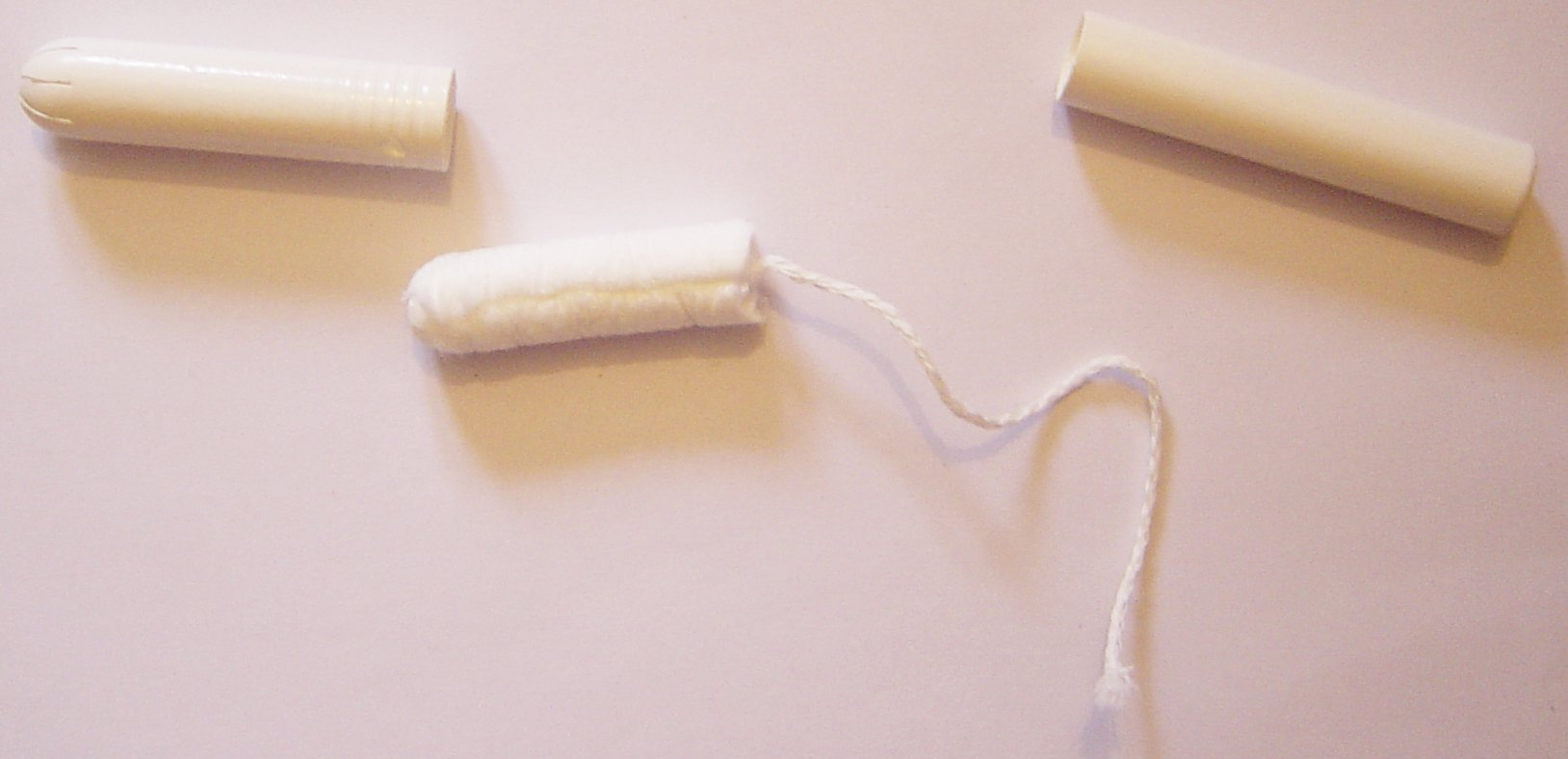
Елементи тампона з аплікатором

Правильне положення тампона

## Історія
Слово «tampon» походить від середньовічного французького «tampion», що значило шматок одягу, щоб затулити рану.

Саморобні тампони застосовували ще в античності. У книзі Everything You Must Know About Tampons (1981) Ненсі Фрідман пише:
«Є докази, що тампони використовувались протягом історії в численних культурах. Найдавніший медичний документ, папірус Еберса, свідчить про застосування тампонів єгиптянками у 15 ст. до н. е. Римлянки мали вовняні тампони. Древні японки виготовляли їх з паперу, фіксували перев'язкою та замінювали до 10-12 разів на день. Гавайки брали пухку частину місцевих папоротевих; трави, мох та інші рослини досі використовуються жінками в частинах Азії.»
Тампон сучасного вигляду винайдений американським лікарем Ерлом Гаасом. У 1930-х Гаас запатентував перший сучасний тампон — Tampax.
Деякі країни регулюють тампони як медичні засоби (наприклад, США).

## Ступені поглинання

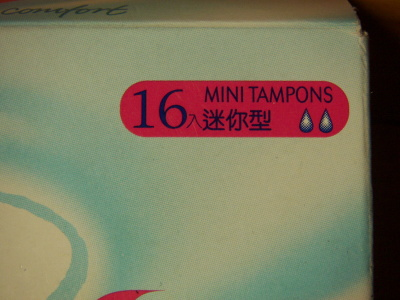
2 краплі позначають.поглинання між 6 та 9 г

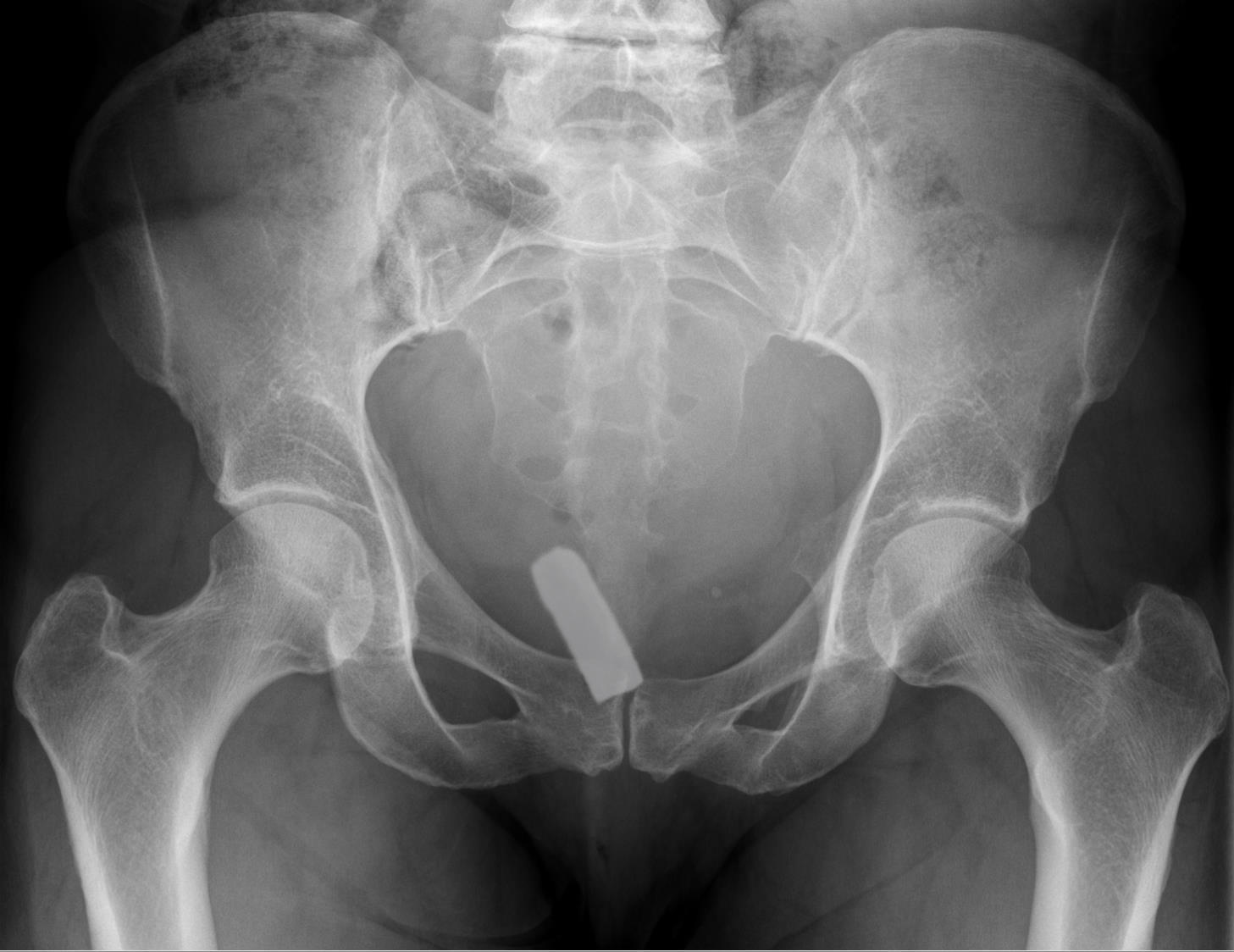
Тампон на рентгенограмі малого тазу (зміщення тампону не є патологічним)

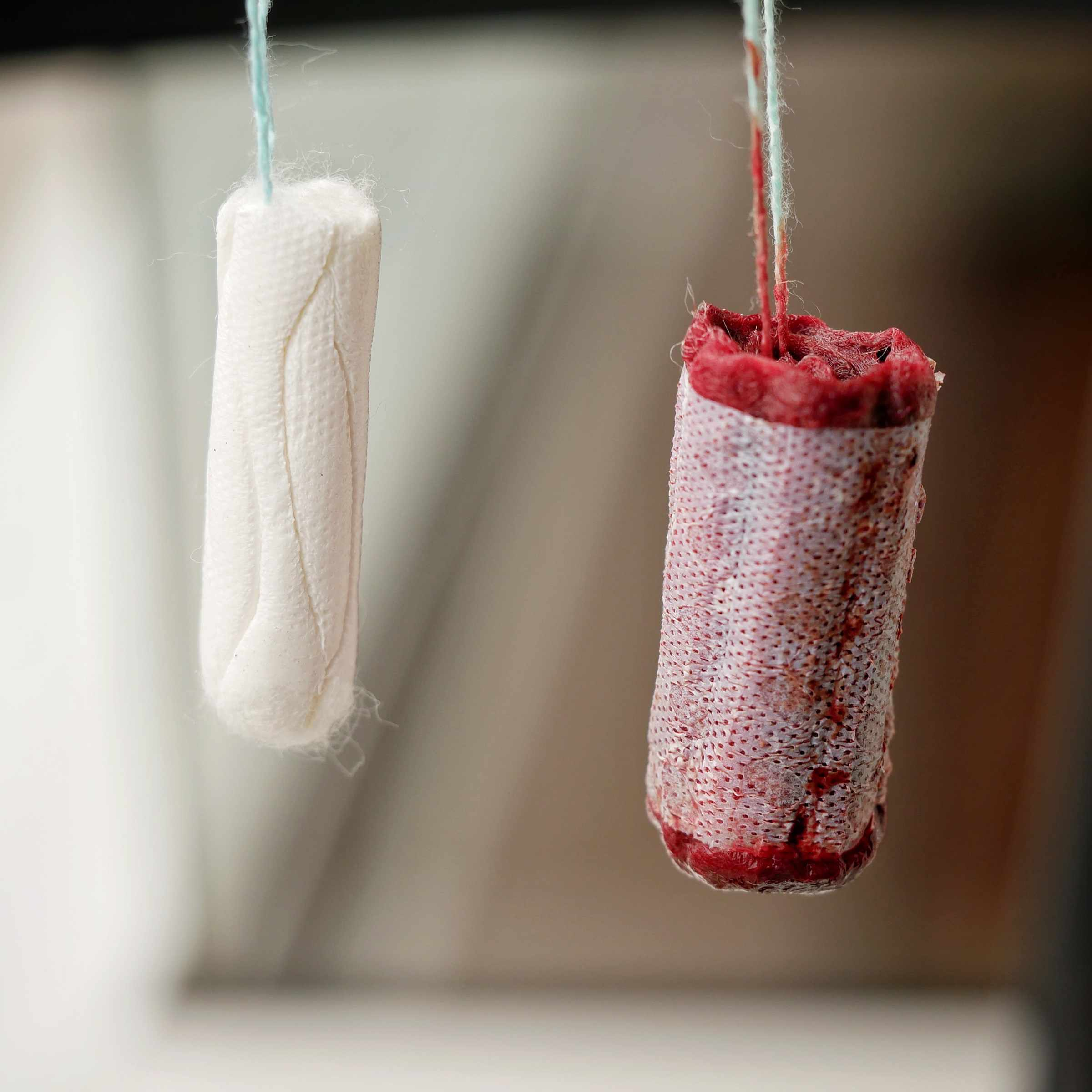
Тампони до та після використання

Тампони відрізняються за ступенем поглинання рідини. Для тестування поглинаючої здатності тампонів зазвичай використовується модель синтетичної вагіни: тампон вставляється в презерватив, і синтетична менструальна рідина надходить у ємність.
БІльшість виробників поза США користуються шкалою поглинання та, рекомендованими англ. EDANA.
| Європейська шкала ступенів поглинання | Європейська шкала ступенів поглинання | Європейська шкала ступенів поглинання | Шкала США  |
| Краплі                                | Грами крові                           | Альтернативний опис                   | Шкала США  |
| ------------------------------------- | ------------------------------------- | ------------------------------------- | ---------- |
| 1 крапля                              | < 6                                   |                                       | Легкі      |
| 2 краплі                              | 6–9                                   | Міні                                  | Нормальні  |
| 3 краплі                              | 9–12                                  | Звичайні                              | Супер      |
| 4 краплі                              | 12–15                                 | Супер                                 | Супер-плюс |
| 5 крапель                             | 15–18                                 |                                       | Ультра     |
| 6 крапель                             | 18–21                                 |                                       |            |

## Конструкція
Більшість тампонів мають шнур для витягування, поділяються на класичні і тампони з аплікатором (конструкція на кшталт шприца з пластику чи картону, що полегшує введення). Тампони з аплікатором зазвичай під час використання розширюються аксіально (збільшуючись у довжину), класичні — радіально (збільшуються у товщину) Аплікатор складається з двох трубок, зовнішньої (корпусу) та внутрішньої (поршня). Зовнішня трубка часто має гладку поверхню для полегшення введення і іноді закруглений кінець..

## Вплив на здоров'я

### Синдром токсичного шоку
Докладно: Синдром токсичного шоку
На початку 1980-х було виявлено, що за синдромом токсичного шоку, станом з небезпекою летальності (відкритий у 1978), стоять тампони. Доктор Філіп Тьєрно-молодший (Philip M. Tierno) звинуватив у бумі СТШ розповсюдження тампонів з високим поглинанням у 1978 році та рішення виробників радити тампони для використання вночі.
Адміністрація харчів і ліків США пропонує заходи для зниження ризику СТШ при користуванні тампонами:
- Дотримуватись інструкцій на упаковці щодо введення;
- Обирати найнижчий достатній рівень поглинання:
- Дотримуватися інструкцій та рекомендацій щодо користування тампоном (на пакуванні);
- Обирати бавовняні тампони частіше за віскозні;
- Замінювати тампон щонайменше кожні 6-8 годин (чи частіше, якщо потрібно);
- Користуватись хоча б іноді прокладками.
- Уникати користування тампонами на всю ніч чи під час сну;
- Слідкувати за ознаками СТШ та інших асоційованих з тампонами ризиків і виводити тампон якомога швидше.

## У масовій культурі
В епізоді «Багато-багато часу» телесеріалу 2023 року «Останні з нас» від HBO.